# Tao-Klardzjeti
Tao-Klardzjeti (Georgisch:ტაო–კლარჯეთი) is een term die gebruikt wordt in de moderne geschiedenis om een historische zuidwestelijke Georgisch vorstendom te beschrijven. Het gebied maakt nu deel uit van Noordoost-Turkije en is verdeeld over Erzurum, Artvin, Ardahan en Kars. 
Tao en Klardzjeti waren eigenlijk de namen van de twee meest belangrijke provincies die in het zuiden begrensd werden door het Georgische dal (Turks:Gürcü Boğazı) en de Kleine Kaukasus in het noorden.

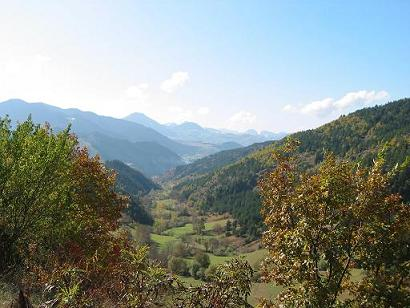
Tao-Klardzjeti

Chevi · Chevsoeretië · Ertso-Tianeti · Goedamakari · Hereti · Kartli · Koecheti · Letsjchoemi · Mingrelië · Mtioeleti · Psjavi · Ratsja · Svanetië · Tao-Klardzjeti · Toesjeti · Trialeti